# Billy Thomson
William Marshall Thomson, noto come Billy Thomson (Linwood, 10 febbraio 1958 – 6 febbraio 2023), è stato un calciatore e allenatore di calcio scozzese, di ruolo portiere.

## Palmarès

### Giocatore

#### Competizioni nazionali
- Campionato scozzese: 2

Rangers: 1994-1995, 1995-1996
- Coppa di Scozia: 1

Rangers: 1995-1996